# 国道146号

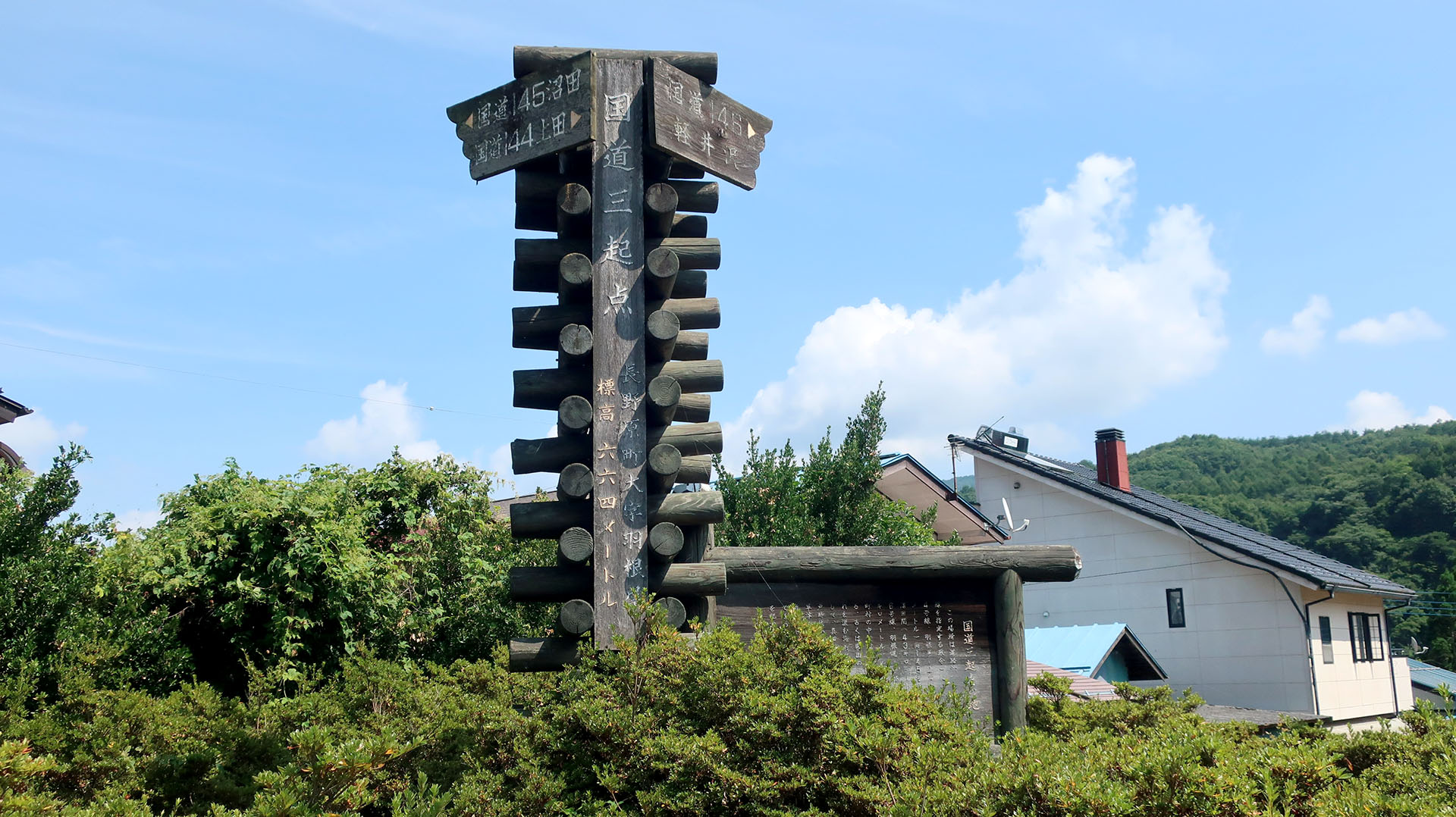
起点の国道三起点の案内塔
群馬県吾妻郡長野原町
羽根尾交差点

国道146号（こくどう146ごう）は、群馬県吾妻郡長野原町から長野県北佐久郡軽井沢町に至る一般国道である。

## 概要

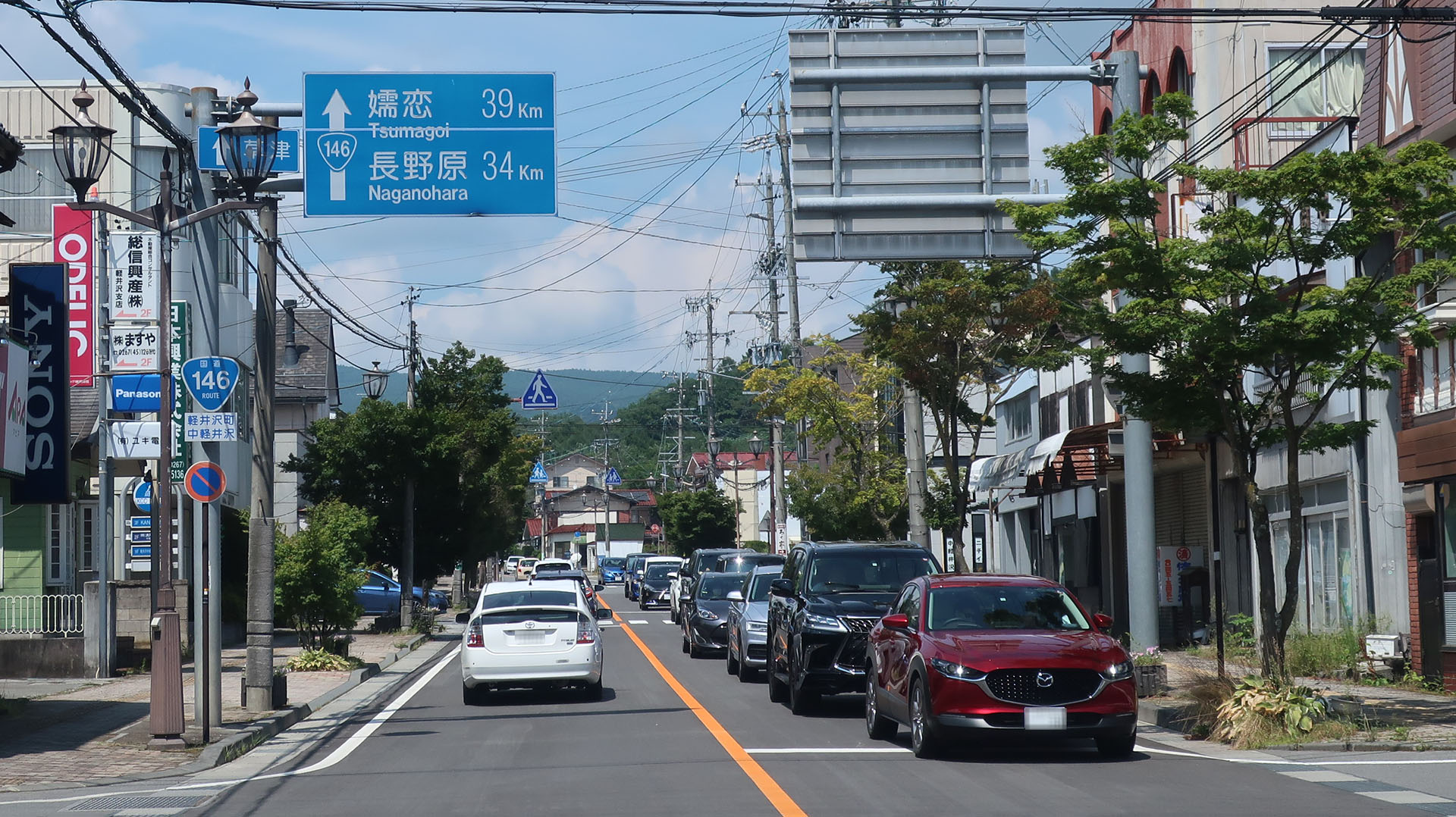
国道146号 終点
長野県北佐久郡軽井沢町
中軽井沢交差点付近

本国道は、群馬県吾妻郡長野原町羽根尾から同町北軽井沢を経由しながら南進し、長野県北佐久郡軽井沢町中軽井沢の国道18号交点までを結ぶ路線である。沿線にはキャンプ場などの宿泊施設、ゴルフ場やテニスコートなどの娯楽施設、温泉施設が多々点在する。
吾妻郡長野原町北軽井沢の浅間牧場交差点から500 mほど南進すると、東側（左側）が長野原町北軽井沢、西側（右側）が吾妻郡嬬恋村鎌原となり、ここから群馬県と長野県の県境までの2.3 kmほどの区間は、吾妻郡長野原町と吾妻郡嬬恋村の町村境上を走る。

### 路線データ
一般国道の路線を指定する政令に基づく起終点および重要な経過地は次のとおり。
- 起点：群馬県吾妻郡長野原町（羽根尾交差点 = 国道144号・国道145号起点、国道406号交点）
- 終点：長野県北佐久郡軽井沢町（中軽井沢交差点 = 国道18号・長野県道157号豊昇茂沢中軽井沢停車場線交点、国道142号起点）
- 重要な経過地：なし
- 総延長 : 30.3 km（群馬県 18.5 km、長野県 11.9 km）[3][注釈 3]
- 重用延長 : なし[3][注釈 3]
- 未供用延長 : なし[3][注釈 3]
- 実延長 : 30.3 km（群馬県 18.5 km、長野県 11.9 km）[3][注釈 3]
  - 現道 : 30.3 km（群馬県 18.5 km、長野県 11.9 km）[3][注釈 3]
  - 旧道 : なし[3][注釈 3]
  - 新道 : なし[3][注釈 3]
- 指定区間：なし[4]

## 歴史
- 1953年（昭和28年）5月18日 - 二級国道146号長野原軽井沢線（群馬県吾妻郡長野原町 - 長野県北佐久郡軽井沢町）として指定施行[5]。
- 1965年（昭和40年）4月1日 - 道路法改正により一級・二級区分が廃止されて一般国道146号として指定施行[2]。

## 路線状況

### 通称
- 日本ロマンチック街道

## 地理

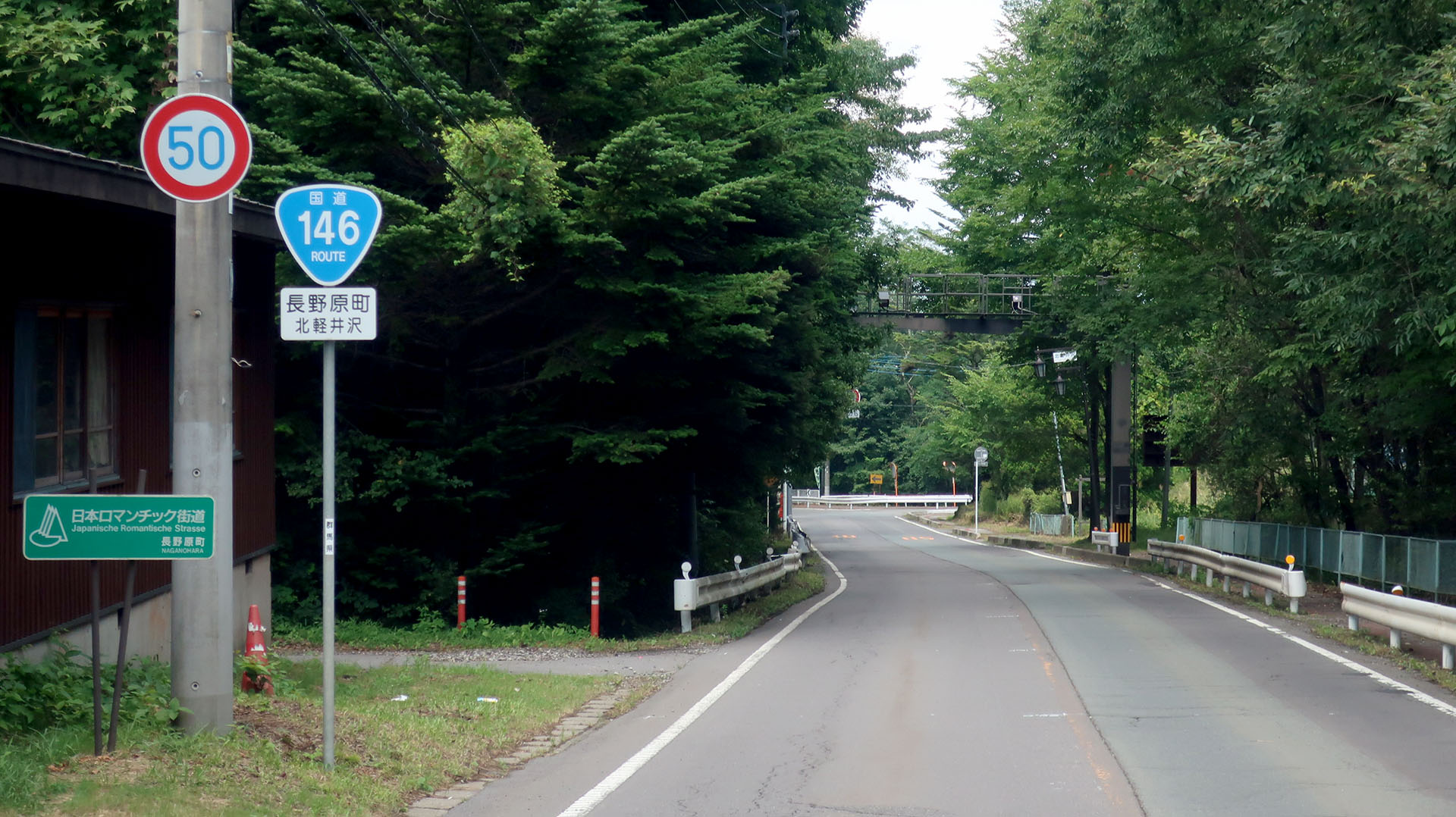
群馬県吾妻郡長野原町北軽井沢
（2020年8月撮影）

### 通過する自治体
- 群馬県
  - 吾妻郡長野原町 - 吾妻郡嬬恋村
- 長野県
  - 北佐久郡軽井沢町

### 交差する道路
- 群馬県道241号嬬恋応桑線（長野原町応桑・応桑交差点）
- 群馬県道54号長野原倉渕線、群馬県道56号北軽井沢松井田線、群馬県道235号大笹北軽井沢線（長野原町北軽井沢・北軽井沢交差点）
- 白糸ハイランドウェイ、鬼押ハイウェー（軽井沢町長倉・白糸の滝入口交差点）

### 沿線
- JR東日本吾妻線 羽根尾駅（長野原町羽根尾）
- 長野原町立浅間小学校（長野原町応桑）
- 浅間家畜育成牧場（浅間牧場）（長野原町北軽井沢）
- 千ヶ滝温泉（軽井沢町長倉）
- 塩壺温泉（軽井沢町長倉）
- 星野温泉（軽井沢町長倉）
- 軽井沢高原教会（軽井沢町長倉）
- しなの鉄道線 中軽井沢駅（軽井沢町長倉）